# Charax
Charax (in greco antico: Χάραξ της Βιθυνίας o Χάρακας της Βιθυνίας?) era una città bizantina della Bitinia, in quella che è oggi la moderna Turchia.
Si trovava a 25 chilometri dall'antica capitale bizantina della regione (Nicomedia, attuale İzmit), fra essa ed Helenopolis (turca Hersek), a sud del Golfo di Astaco (in turco İzmit Körfezi) ed è indicata come il possibile sito della morte dell'Imperatore romano Costantino il Grande.
Nei suoi pressi fu anche combattuta nel 1181 una battaglia da cui uscì sconfitto Andronico Angelo, che intendeva contrastare l'avanzata verso Costantinopoli di Andronico Comneno, divenuto in seguito imperatore (Andronico I Comneno)